# 比薩叉鰾石首魚
比薩鰾石首魚為輻鰭魚綱鱸形目鱸亞目石首魚科的其中一種，分布東南太平洋區，從厄瓜多至秘魯海域，棲息深度可達30公尺，體長可達15公分，棲息在沿海沙泥底質海域、海灣，可作為食用魚。